# Каламалка
Каламалка (англ. Kalamalka Lake) — ледниковое озеро в провинции Британская Колумбия (Канаде).

## География
Расположено в южной части провинции, в долине Оканаган, в 4 километрах к югу от города Вернон, севернее озера Вуд и восточнее крупного озера Оканаган. Одно из пяти крупных озёр долины Оканаган. Средняя глубина озера составляет 142 метра. Высота над уровнем моря 392 метра. Сток в озеро Оканаган, с озером Вуд соединено каналом. На южном берегу озера находится посёлок Ояма, в котором проживает около тысячи человек.

## Природа
На берегах озера расположено 2 провинциальных парка: на западном берегу находится небольшой парк Кекули-Бей площадью 57 гектаров, на восточном — парк Каламалка-Лейк площадью 4209 гектаров. Среди лугов, на которых растёт 432 вида сосудистых растений, разбросаны рощи жёлтой сосны и псевдотсуги.
Благодаря тёплому и солнечному климату долина Оканаган является «фруктовым садом» Канады, здесь выращивается 35 % всех канадских яблок, а также значительное количество груш, вишен и абрикос. Постоянно возрастает производство винограда, используемого для нужд виноделия.